# Mil Máscaras
Mil Máscaras, pseudonimo di Aaron Rodríguez Arellano (San Luis Potosí, 15 luglio 1942), è un ex wrestler e attore messicano.

## Biografia
Ha debuttato nel 1965 ed è diventato una leggenda vivente della lucha libre e del wrestling mondiale.
Viene considerato uno dei tre grandi della lucha libre assieme ad El Santo e a Blue Demon.
Il suo pseudonimo significa Mille Maschere e fa riferimento all'uso del lottatore di cambiare, incontro dopo incontro, il disegno e il colore della propria maschera, pur mantenendo un modello base di riferimento.
Questa usanza, che ha contribuito a renderlo famoso, è stata ripresa dopo di lui da altri lottatori, in primo luogo dai luchador delle generazioni a lui posteriori.
Hanno spopolato in Messico ed anche in alcuni paesi esteri i film che lo hanno visto protagonista, in cui recitava nel ruolo del se stesso lottatore, Mil Máscaras.
Il 31 marzo 2012 è stato introdotto nella prestigiosa WWE Hall of Fame da suo nipote Alberto Del Rio.

## Personaggio

### Mosse finali
- Flying Cross Chop
- Diving Crossbody Press

## Titoli e riconoscimenti

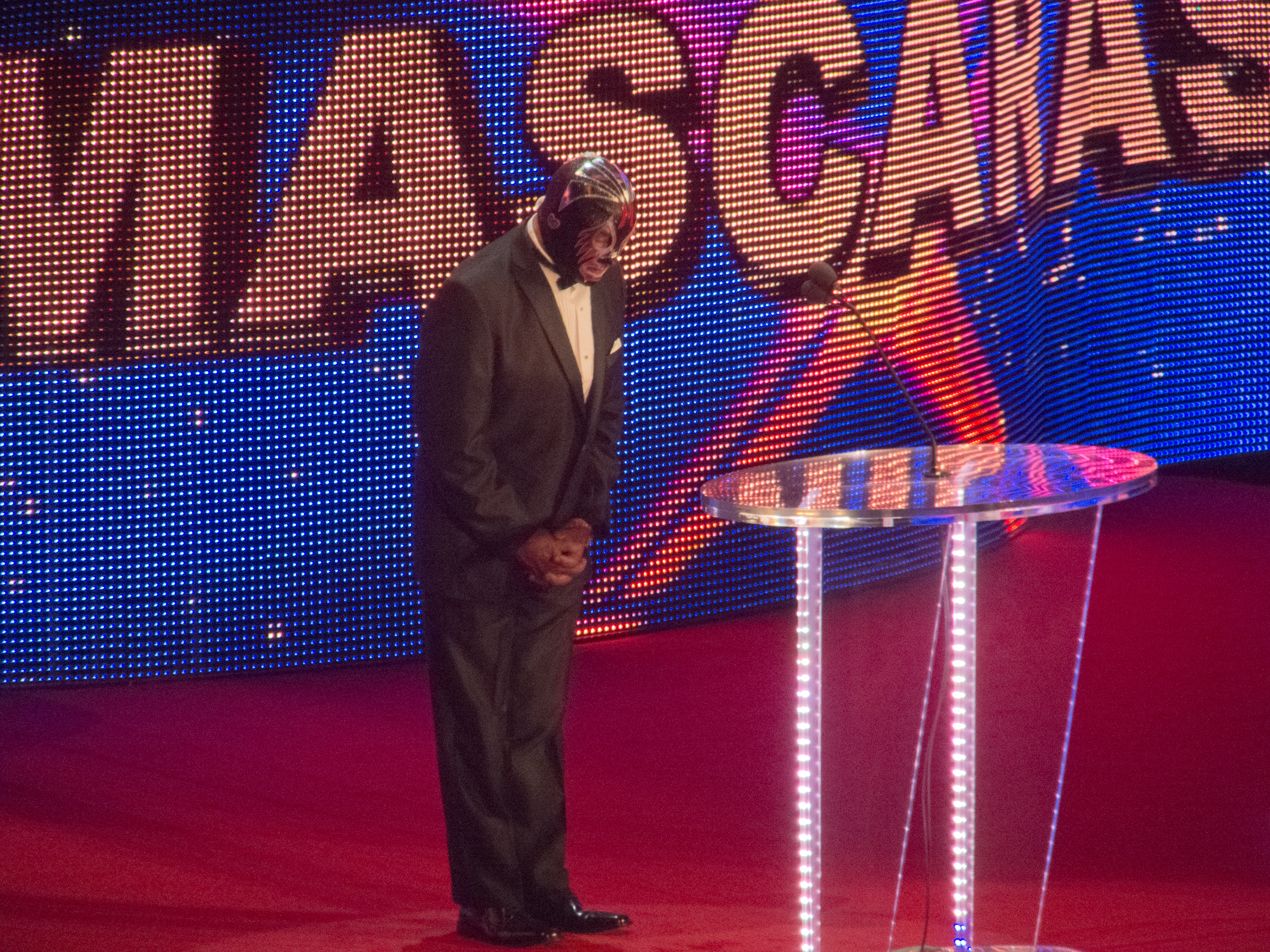
Mil Mascaras nella WWE Hall of Fame

- Alianza Latinoamericana de Lucha Libre
  - All World Heavyweight Championship (1)
- All Japan Pro Wrestling
  - PWF United States Heavyweight Championship (1)
  - January 2 Korakuen Hall Heavyweight Battle Royal (1983)[1]
- Cauliflower Alley Club
  - Other inductee (2006)
- Commission de Box y Lucha Libre Mexico D.F.
  - Mexican National Light Heavyweight Championship (2)
- International Professional Wrestling Hall of Fame
  - Classe del 2021[2]
- International Wrestling Association
  - IWA World Heavyweight Championship (1)1
- National Wrestling Alliance
  - NWA Hall of Fame (Classe del 2009)[3]
- NWA Big Time Wrestling – World Class Wrestling Association
  - NWA American Tag Team Championship (1) – con José Lothario[4][5]
  - NWA Texas Tag Team Championship (1) – con José Lothario[6][7]
  - WCWA World Tag Team Championship (1) – con Jeff Jarrett
- NWA Hollywood Wrestling
  - NWA Americas Heavyweight Championship (3)
  - NWA Americas Tag Team Championship (3) – con Alfonso Dantés (1) e Ray Mendoza (2)
  - NWA Americas Six-man tag team championship  (3) - con Médico #1 & Médico #2 (1) e Médico #1 & Pepe López (1)
- Professional Wrestling Hall of Fame and Museum
  - Classe del 2010
- Pro Wrestling Illustrated
  - 142º tra i 500 migliori wrestler singoli nella PWI 500 (1991)
  - 94º tra i 500 migliori wrestler singoli nella "PWI Years" (2003)
  - Most Popular Wrestler of the Year (1975)
- Tokyo Gurentai
  - Tokyo World Tag Team Championship (1) – con Dos Caras[8]
- Tokyo Sports
  - Match of the Year Award (1977) vs. Jumbo Tsuruta il 25 agosto[9]
- World Wrestling Association (Los Angeles)
  - WWA Americas Heavyweight Championship (5)
- World Wrestling Association (Mexico)
  - WWA World Heavyweight Championship (2)
- WWE
  - WWE Hall of Fame (Classe del 2012)[10]
- Wrestling Observer Newsletter
  - Wrestling Observer Newsletter Hall of Fame (Classe del 1996)

## Filmografia parziale
- Mil Máscaras (1966)
- Los Canallas (1966)
- Las Vampiras (1968)
- Enigma de Muerte (1968)
- Los Campeones Justicieros (1970)
- Las Momias de Guanajuato (1970)
- El Robo de las Momias de Guanajuato (1972)
- 5 Supermen contro i nani venuti dallo spazio (Vuelven los campeones justicieros), regia di Federico Curiel (1972)
- Una Rosa Sobre el Ring (1973)
- Leyendas Macabras de la Colonia (1973)
- Las Momias de San Ángel (1973)
- Los Vampiros de Coyoacán (1973)
- El Poder Negro (1973)
- Misterio en las Bermudas (1977)
- El Hijo del Santo en la Frontera Sin Ley (1983)
- La Verdad de la Lucha (1988)
- La Llave Mortal (1990)
- Mil Mascaras vs. the Aztec Mummy (2007)
- Academy of Doom (2007)
- Aztec Revenge (2015)